# Шаталовка (Родинський район)
Шата́ловка (рос. Шаталовка) — село (колишнє селище) у складі Родинського району Алтайського краю, Росія. Адміністративний центр та єдиний населений пункт Шаталовської сільської ради.

## Населення
Населення — 675 осіб(2010; 951 у 2002).
Національний склад (станом на 2002 рік):
- росіяни — 77 %